# Back from the Grave
Back from the Grave (в переводе с англ. — «Обратно из могилы») — пятый студийный альбом группы Grave, вышедший в 2002 году на Century Media, после затяжного перерыва в творчестве.

## Предыстория
После серии концертных туров в поддержку их последнего на тот момент альбома Hating Life музыканты решают приостановить деятельность группы, чтобы подумать о её будущем. Позднее Ола Линдгрен объяснял это тем, что они хотели посмотреть, чем закончится новая волна массового увлечения блэк-металом. Изначально участники не планировали делать столь долгую паузу. По словам Линдгрена, во второй половине 90-х блэк-метал вновь находился на подъёме и многие музыканты экспериментировали в его рамках, и этим же он объясняет снижение интереса к дэт-металу как к таковому. Кроме того, Линдгрен утверждал, что кризис жанра затронул многих известных групп и во второй половине 90-х не было и интересных релизов в жанре «дэт-метал».
В этот период музыканты перестают заниматься музыкой (Линдгрен утверждал, что ни у кого из них в период с 1996 по 2000 года не было никаких сайд-проектов) и живут «обычной» жизнью: устраиваются на постоянную работу и посвящают время своим семьям. В 1999 году участники решают, что публика уже устала от шумихи вокруг блэк-метала и вновь постепенно начала интересоваться дэт-металом, и принимают решение продолжить совместную деятельность. Линдгрен объяснял, что им надоела эта размеренная жизнь и они соскучились по постоянным разъездам и концертам. В начале 2000 года к группе вновь присоединяется Торндаль, игравший на бас-гитаре ещё на дебютном альбоме. Кроме того, в группу был принят и Исаксон, давний знакомый музыкантов и игравший в своё время со множеством стокгольмских групп (например, Therion). После того, как состав группы был полностью укомплектован, музыканты начали работу над новым материалом.

## Работа в студии

### Запись
В сентябре 2001 года появилась информация о том, что готовы пять песен и к концу года работа над новым материалом будет полностью завершена. В январе 2002 года было объявлено, что закончена работа над восемью песнями для будущего альбома и группа готовится в феврале отправиться в стокгольмскую студию Sunlight Studios с Томасом Скогсбергом в качестве продюсера. В конечном итоге, группа отправилась в студию 3 марта 2002 года и к концу марта записала 9 треков. В июне было объявлено о переносе даты выхода альбома на сентябрь. В качестве причины переноса группа написала на своём официальном веб-сайте, что в намеченные скроки (до европейского турне) группа не уложилась. В том же сообщении говорилось, что 9 песен записано, а их сведение и мастеринг отложены на конец июня.

### Участники записи
| Grave - Ола Линдгрен — вокал, гитара - Йонас Торндаль — гитара - Йенса Паулсон — ударные - Фредрик Исаксон — бас-гитара | Персонал - Томас Скогсберг и Ола Линдгрен — продюсеры, звукорежиссёры, сведение, мастеринг |  |

## Музыка и тексты

### Список композиций
Все тексты написаны Олой Линдгреном, вся музыка написана Grave.
| №                   | Название            | Длительность |
| ------------------- | ------------------- | ------------ |
| 1.                  | «Intro»             | 0:43         |
| 2.                  | «Rise»              | 5:24         |
| 3.                  | «Behold The Flames» | 4:31         |
| 4.                  | «Dead Is Better»    | 3:48         |
| 5.                  | «Receiver»          | 5:02         |
| 6.                  | «No Regrets»        | 3:34         |
| 7.                  | «Resurrection»      | 4:16         |
| 8.                  | «Below»             | 4:41         |
| 9.                  | «Bloodfed»          | 4:49         |
| 10.                 | «Thorn To Pieces»   | 6:22         |
| Общая длительность: | Общая длительность: | 43:13        |

| №                   | Название                 | Название оригинального демо     | Длительность |
| ------------------- | ------------------------ | ------------------------------- | ------------ |
| 1.                  | «Into The Grave»         | Sick Disgust Eternal (1988)     | 6:14         |
| 2.                  | «Annihilated Gods»       | Sick Disgust Eternal (1988)     | 5:04         |
| 3.                  | «Infernal Massacre»      | Sick Disgust Eternal (1988)     | 6:11         |
| 4.                  | «Deformed»               | Sexual Mutilation (1989)        | 5:58         |
| 5.                  | «Reality Of Life»        | Sexual Mutilation (1989)        | 3:34         |
| 6.                  | «Morbid Ways To Die»     | Sexual Mutilation (1989)        | 4:37         |
| 7.                  | «Sexual Mutilation»      | Sexual Mutilation (1989)        | 4:41         |
| 8.                  | «Extremely Rotten Flesh» | Anatomia Corporis Humani (1989) | 4:34         |
| 9.                  | «Brutal Deceased»        | Anatomia Corporis Humani (1989) | 3:52         |
| 10.                 | «Septic Excrements»      | Anatomia Corporis Humani (1989) | 3:05         |
| 11.                 | «Reborn Miscarriage»     | Anatomia Corporis Humani (1989) | 3:57         |
| Общая длительность: | Общая длительность:      | Общая длительность:             | 51:24        |

### Композиции
Линдгрен в интервью рассказывал, что каких-либо специальных целей при написании песен группа не ставила. По его словам, группа написала несколько песен, на студии для них были сделаны небольшие аранжировки и в таком виде они и были записаны.
«Dead Is Better»
По словам Линдгрена, на этой композиции использовался искажённый голос, которым якобы разговаривает уличный проповедник через мегафон. Необходимость подобного приёма он обосновывал самой концепцией песни.

## Выпуск и продвижение
В том же 2002 году было выпущено специальное двухдисковое издание, содержащее треки с трёх ранних демо группы. Идея выпустить демозаписи группы на одном CD существовала давно, однако распространять этот диск группа планировала через свой официальный сайт, поскольку получала многочисленные вопросы о возможности покупки этих записей. В 1997 году пара песен с демок даже была включена в концертный альбом Extremely Rotten Live. Представители Century Media узнав о подобной идее предложили группе выпустить этот диск как дополнительный к альбому. Кроме того, высказывалось мнение, что издание первых демок группы вкупе с новейшим (на тот момент) альбомом позволяло слушателям оценить прогресс группы.

## Приём

### Реакция критиков
Альбом получил смешанные оценки в различных метал- и мейнстрим-СМИ.

## Концертные выступления
Свой первый концерт после возрождения группа сыграла 14 сентября 2001 в Hard Rock Café (Стокгольм), а вскоре — и в клубе Wasteland в Евле. В феврале 2002 года группа обнародовала планы о грядущих апрельских выступлениях, в том числе планировалось выступление на нескольких крупных немецких метал-фестивалях: With Full Force, Fuck The Commerce, Smash Fest и Party.San Open Air. Полноценное европейское турне было запланировано на май-июнь того же года. В ходе этих выступлений новый материал не исполнялся, однако, по признанию Линдгрена, однажды группа сыграла одну-две новые песни, чтобы оценить реакцию поклонников на новый материал. В мае 2003 года группа вместе с Immolation, Goatwhore и Crematorium отправилась в американское турне.